# Pseudacteon formicarum
Pseudacteon formicarum (лат.) — вид паразитических мух горбаток из подсемейства Metopininae.

## Распространение
Европа.

## Описание
В качестве хозяев эта паразитическая муха использует муравьёв Lasius alienus, Lasius niger, Lasius emarginatus, Lasius flavus, Lasius fuliginosus, Formica sanguinea, Myrmica lobicornis и других. Взрослые самки мух с помощью яйцеклада во время быстрой воздушной атаки откладывают яйцо на рабочего муравья. Личинка развивается внутри муравья, где питается гемолимфой и тканями, вызывая постепенную гибель жертвы.